# Robert Ettinger

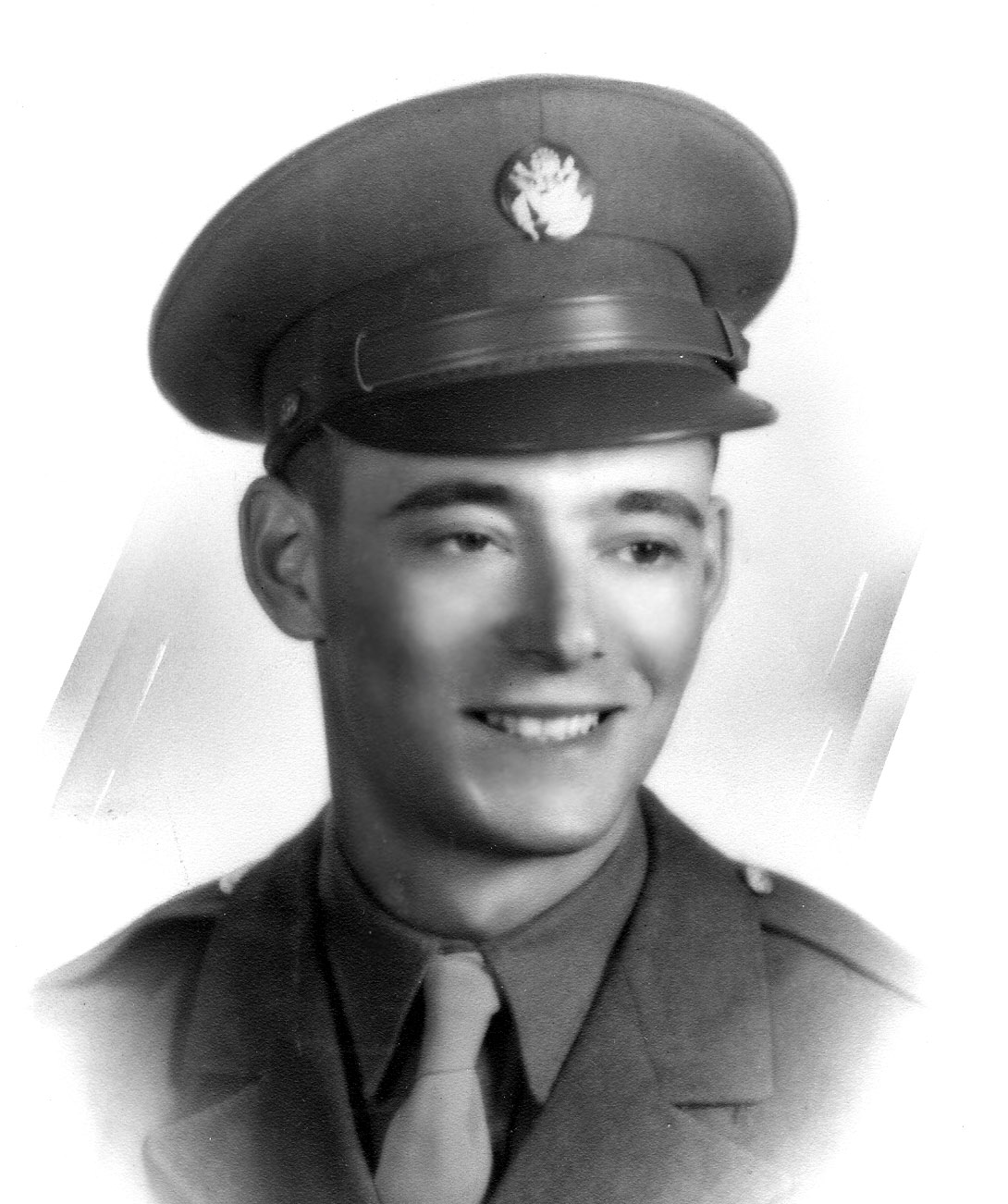
Robert Ettinger, 1940er

Robert Chester Wilson Ettinger (* 4. Dezember 1918 in Atlantic City, New Jersey; † 23. Juli 2011 in Clinton Township, Michigan) war ein US-amerikanischer Hochschullehrer. Bekannt wurde er mit seinem 1962 erschienenen Buch The Prospect of Immortality als Vater der Kryonik. 1976 gründete er das Cryonics Institute in Detroit.

## Leben
Ettinger wurde als Sohn russisch-jüdischer Einwanderer geboren. Er studierte Mathematik und Physik an der Wayne State University und war als Lehrer an dieser Universität und an einem College in Michigan tätig.
Nach seiner  schweren Verwundung im Zweiten Weltkrieg bekam er das Purple Heart verliehen. Ettinger war zweimal verheiratet; aus der ersten Ehe entstammen zwei Kinder.

## Kryonik
In seiner Jugendzeit war Ettinger ein begeisterter Leser von Science-Fiction-Geschichten und fasziniert von der Idee, Menschen mittels zukünftiger Medizintechnik nach dem Tod wiederzubeleben. Der Leichnam soll durch tiefe Temperaturen konserviert werden, bis der technische Fortschritt eine Reparatur der Organschäden und den „Neustart“ des Lebens in dem erhaltenen Körper ermöglicht. 1947 macht er sich mit den Tieftemperatur-Experimenten des Franzosen Jean Rostand vertraut.
Ettinger ist Namensgeber und zugleich erster Empfänger der Robert-Ettinger-Medaille für herausragende Leistungen für die Kryonik.

## Werke
- The Prospect of Immortality, 1962
- Man Into Superman, 1972
- Youniverse, 2009